# Frederikshavn White Hawks
Die Frederikshavn White Hawks (auch Frederikshavn Ishockey Klub) sind eine dänische Eishockeymannschaft aus Frederikshavn, die in der ersten dänischen Liga spielt. Das Team gewann bisher zweimal die Dänische Meisterschaft, 1989 und 2000. Der Stammverein wurde 1964 gegründet; 2005 wurde die Profimannschaft der White Hawks aus diesem ausgegliedert.

## Trainer seit 2005
| Zeitraum  | Cheftrainer         |
| --------- | ------------------- |
| 2005–2006 | Tom Coolen          |
| 2006      | Jiří Justra         |
| 2006–2008 | Olaf Eller          |
| 2008      | Henrik Christiansen |
| 2008–2009 | Heikki Mälkiä       |
| 2009–2012 | Henrik Christiansen |
| 2012–2014 | Lars Ivarsson       |
| 2014      | Juha Riihijärvi     |
| 2014–2016 | Peter Johansson     |
| 2016–2018 | Mario Simioni       |
| seit 2018 | Jari Pasanen        |

## Spieler

### Gesperrte Trikotnummern

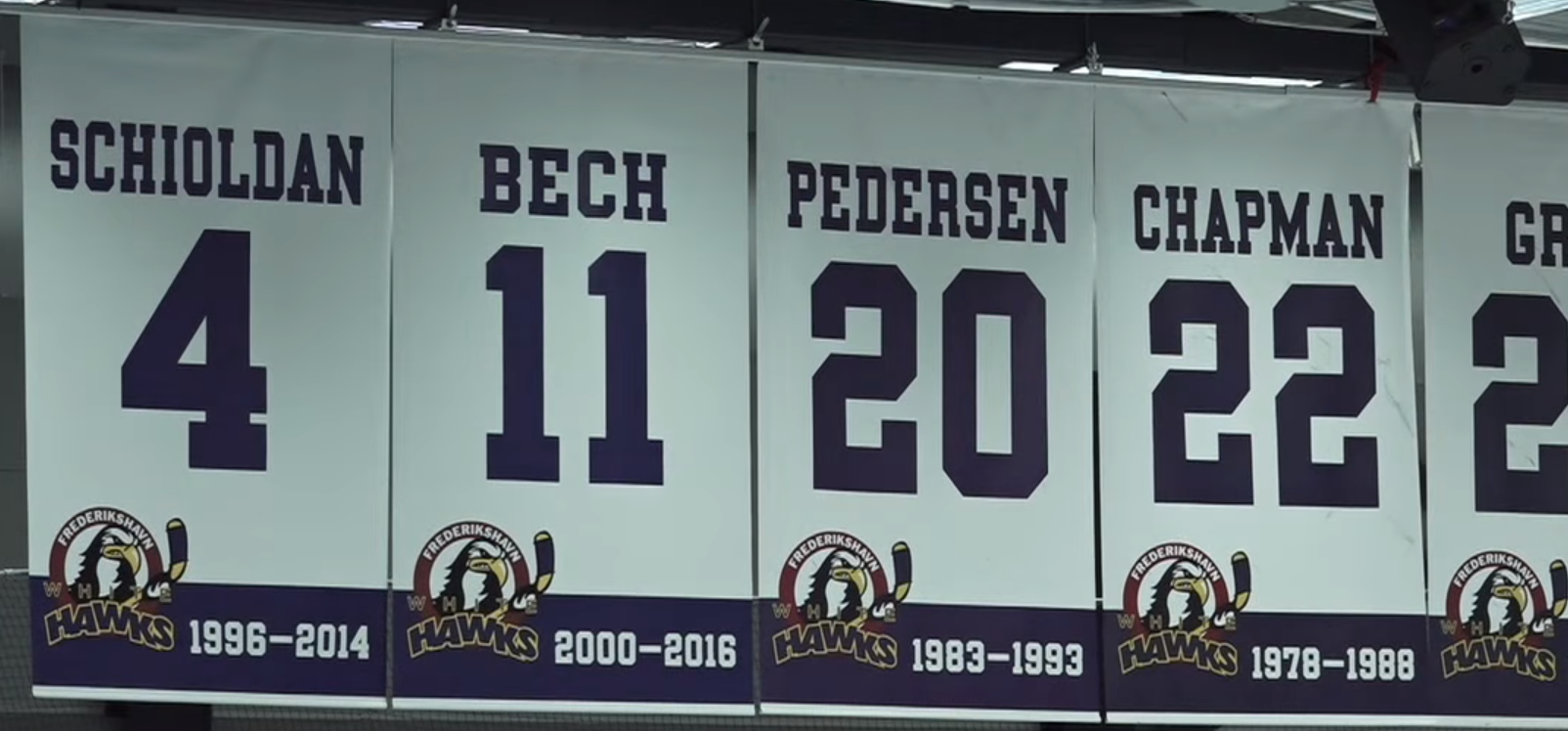
Gesperrte Trikots im Iscenter Nord

| Nr. | Spieler             | Zeitraum  | Spiele | Jahr |
| --- | ------------------- | --------- | ------ | ---- |
| 4   | Christian Schioldan | 1996–2014 | 811    | 2017 |
| 11  | Mads Bech           | 2000–2016 | 740    | 2017 |
| 20  | Benny Pedersen      | 1983–1993 | 232    | 2015 |
| 22  | Craig Chapman       | 1978–1988 | 350    | 2000 |
| 23  | Mike Grey           | 1992–2012 | 813    | 2013 |

### Bekannte ehemalige Spieler
- Frederik Andersen
- Thomas Reinert
- Rob Globke
- Martin Špaňhel
- Steve Birnstill
- Jaska Vilen
- Jon Pelle
- Matt Davidson
- Mike Martin
- Ľuboš Pisár
- Kasper Pedersen
- Niklas Sass
- Kasper Pedersen
- Oļegs Sorokins
- Rasmus Christiansen
- Kennie Christensen
- Vjačeslavs Fanduls
- Tatu Backman
- Matt Davidson
- Ilja Dubkow
- Karel Smid
- Nikolaj Nedermark
- Jeff Corey
- Daniel Rasmussen
- Bastian Herringsø
- Nicolai Nørbak
- Petr Prokop
- Johannes Westermann
- Michal Kanka
- Bastian Herringsø
- Tomáš Sršeň
- Nicolai Nørbak
- Cory Laylin
- Thomas Reinert
- Dmitri Lawrentjew
- Morten Lie
- Jiri Paska
- Ronni Knudsen
- Tomas Spila
- Bent Christensen
- Mark Lie
- Jesper Jensen
- Martin Eklund
- Emil Uggerhøj
- Mads Johnsen
- Bjørn Stoklund
- Oļegs Sorokins

## Europapokalspiele
| Eishockey-Europapokal 1989/90 | 1. Runde Gruppe D | HK Steaua Bukarest  | 2:4 |  |  |
|                               |                   | Ferencváros TC      | 6:6 |  |  |
|                               |                   | IL Sparta Sarpsborg | 7:5 |  |  |
|                               |                   |                     |     |  |  |
| IIHF Continental Cup 2000/01  | 2. Runde Gruppe L | Reims HC            | 3:3 |  |  |
|                               |                   | Herning Blue Fox    | 4:3 |  |  |
|                               |                   | Vålerenga IF Oslo   | 1:4 |  |  |